# 大士阁
21°33′15″N 109°40′45″E / 21.55417°N 109.67917°E
大士阁位于中国广西壮族自治区北海市合浦县山口镇永安村，因阁内供奉观音大士而得名，1988年被列为第三批全国重点文物保护单位。
永安村是明代所建的沿海卫所之一，大士阁位于其中心位置，坐北朝南，由前后两座重檐歇山顶楼阁连为一体，面阔三间（9.7米），总进深六间（16.4米），均为穿斗式木构架。屋脊以龙凤鸟兽等雕塑装饰，外檐及斗拱等绘有彩画，工艺精美。